# 3,3-二甲基-2-丁醇
3,3-二甲基-2-丁醇（英語：3,3-dimethyl-2-butanol）也称为频哪基醇（英語：Pinacolyl alcohol）俗名松木醇（pine alcohol）分子式为C6H14O ，是一种仲醇。
频哪基醇可用于制备禁止化学武器公约列表上的神經性毒劑梭曼。